# Islas Caá Verá
Las islas Caá Verá son un grupo de islas deshabitadas del río Paraná que constituyen exclaves de la República Argentina en aguas pertenecientes a Paraguay. Integran el municipio de Itatí, del departamento Itatí en el norte de la provincia de Corrientes. Su nombre refiere al nombre vulgar de la hierba Linociera glomerata y en idioma guaraní significa hierba reluciente. En conjunto su superficie no supera los 5 km².

## Geografía
Las islas Caá Verá se encuentran ubicadas a unos 4,5 km al oeste de la localidad de Itatí y al sur de la isla Boby Ñú perteneciente a la República del Paraguay. Conforman un archipiélago integrado por una isla de mayor tamaño que por medio de dos islotes consecutivos se halla casi unida a otra isla que tiene aproximadamente un tercio de su superficie y se ubica al oeste de la isla principal, existiendo en el canal entre ambas otro islote. Al sur de la isla mayor se encuentra ésta casi unida a dos islas pequeñas, mientras que en su extremo este está también casi unida a un banco de arena. Todo este conjunto tiende a unificarse en una gran isla, ya que los canales que las separan están casi bloqueados. El grupo principal tiene forma alargada con un ensanchamiento en el medio y se orienta en dirección noroeste-sudoeste en su mitad oriental y en dirección este-noreste a oeste oeste-sudoeste. 
La segunda isla en tamaño del grupo se halla aislada a 270 m al sudeste de la isla principal y a unos 670 metros de la costa firme correntina. A unos 500 m al oeste del grupo principal se halla un islote alargado de 750 m, y a 200 m del centro-norte de la isla principal se encuentra otro islote alargado de largo y tamaño similar. Completa el grupo Caá Verá un gran banco de arena ubicado a 270 m al norte de la parte oriental de la isla principal. Las islas están cubiertas de esteros y anegadizos que forman pequeñas lagunas, y surcos de antiguos canales en la isla más grandes.
El límite fluvial entre Argentina y Paraguay corre por la mitad de la corriente del canal principal del río Paraná que corresponde al brazo del río al sur del grupo Caá Verá.

## Demarcación del límite
El Tratado Provisorio de Límites celebrado entre la Provincia de Corrientes y la República del Paraguay el 31 de julio de 1841, no ratificado por Juan Manuel de Rosas como encargado de relaciones exteriores de la Confederación Argentina, estipuló que: 

Art. 4°. Las Islas de Apipé, Borda, y las que se hallen mas cercanas al territorio de Corrientes en el Rio Paraná quedan á su favor, y al de la República las que estén en igual caso.
Tratado Provisorio de Límites celebrado entre la Provincia de Corrientes y la República del Paraguay

Ambos países firmaron un tratado el 15 de julio de 1852 respetando la pertenencia de las islas según su adyacencia a las costas respectivas de acuerdo a lo establecido en el tratado de 1841 que nunca fue reputado válido por el gobierno argentino, pero no fue ratificado y no entró en vigor. Un nuevo tratado entre Argentina y Paraguay fue firmado el 29 de julio de 1856 postergando la cuestión de límites y declarando la libertad de navegación para los buques mercantes y de guerra de ambos países en los ríos Paraná, Paraguay y Bermejo. Luego de finalizar la guerra de la Triple Alianza ambos países firmaron tres tratados el 3 de febrero de 1876, uno de ellos de límites, cuyas ratificaciones fueron canjeadas el 13 de septiembre de 1876. Ese tratado estableció el límite entre ambos países en el río Paraná y mantuvo la adjudicación de islas de los tratados no ratificados anteriores:

Art. 1°. La República del Paraguay se divide por la parte del Este y Sur de la República Argentina, por la mitad de la corriente del canal principal del Río Paraná desde su confluencia con el Río Paraguay, hasta encontrar por su margen izquierda los límites del Imperio del Brasil, perteneciendo la Isla de Apipé á la República Argentina, y la Isla de Yaciretá á la del Paraguay, como se declaró en el Tratado de 1856.
 Art. 3°. Pertenece al dominio de la República Argentina la Isla del Atajo ó Cerrito. Las demás islas firmes ó anegadizas que se encuentran en uno ú otro río, Paraná y Paraguay, pertenecen á la República Argentina ó á la del Paraguay, según sea su situación más adyacente al territorio de una ú otra República, con arreglo á los principios de Derecho Internacional que rigen esta materia. Los canales que existen entre dichas islas, inclusa la del Cerrito, son comunes para la navegación de ambos Estados.
Tratado de Límites entre la República Argentina y la República de Paraguay

La navegación en todos los canales del río Paraná quedó liberada para ambos países y la mitad de la corriente principal del río quedó así establecida como límite de las aguas entre ambos. Mientras que las islas debían adjudicarse al país del que se hallasen más cercanas, pero su adjudicación permaneció sin definirse hasta las últimas décadas del siglo XX, aunque Argentina preparó proyectos en 1919 y 1924 que no prosperaron. El 21 de diciembre de 1987 fueron cruzadas notas reversales mediante las cuales se asignó a la Comisión Mixta Demarcadora de Límites entre ambos países que actuaba en el sector afectado por la construcción de la represa de Yaciretá, la demarcación de todo el límite fluvial entre ambos en el río Paraná, incluyendo la adjudicación de las islas. El 17 de diciembre de 1989 la comisión dividió el río en tres sectores, correspondiendo el grupo Caá Verá al sector "Confluencia-Itá Ibaté". El 5 de agosto de 1991 la comisión aprobó tres de las cuatro cartas a escala 1:50 000 correspondientes a ese sector en las que se había representado el límite y la adjudicación de islas, negándose la parte paraguaya a aprobar la carta correspondiente a la isla Entre Ríos por no haber completado sus estudios para definir su soberanía.
En la reunión de la comisión mixta del 21 de agosto de 1996 se resolvió la adjudicación pendiente de islas de acuerdo a las instrucciones recibidas desde ambos ministerios de relaciones exteriores, quedando resuelta la demarcación limítrofe y definitivamente establecida la soberanía argentina sobre el grupo de islas Caá Verá enclavadas en aguas paraguayas. El 18 de junio de 1997 ambos países intercambiaron notas reversales reiterando el derecho de cada parte a acceder por agua y aire a cualquier punto de las islas enclavadas que cada país posee en aguas del otro.